# Iura novit curia
Jura novit curia (на латински: „съдът познава законите“)  е латински израз, който от римското право  е възприет във всички правни системи и значи, че страните в процеса не са длъжни да доказват в съда наличието и действието на правните норми, с изключение на правните обичаи и чуждото право.